# Шестой тон (буква)
Ƅ, ƅ (шестой тон) — буква расширенной латиницы. Использовалась в смешанном чжуанском алфавите с 1957 по 1986 годы.

## Использование

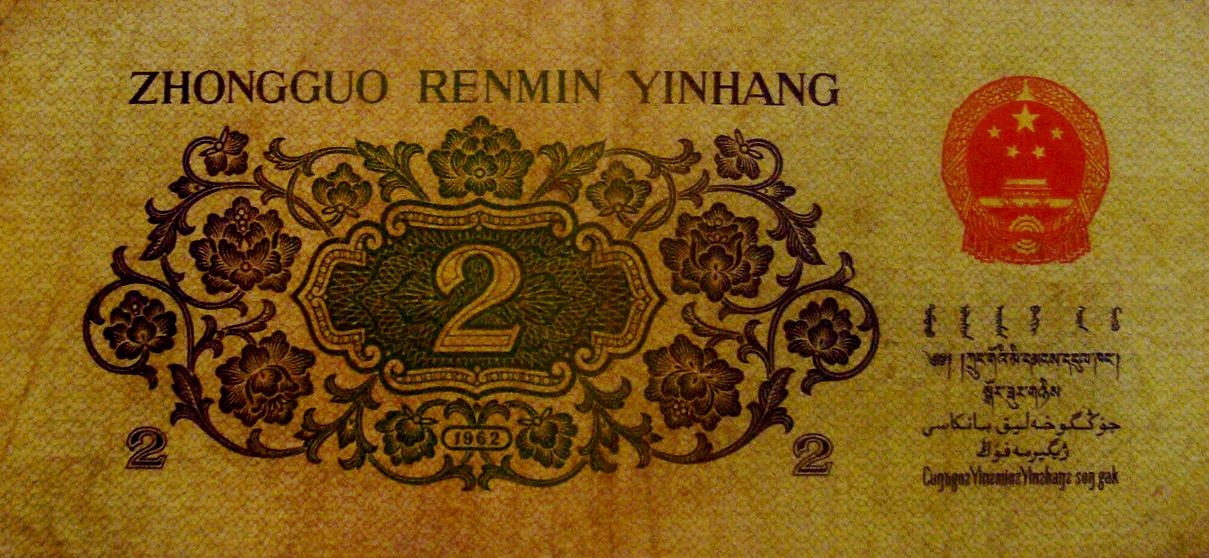
Банкнота 2 цзяо 1962 года с надписью на чжуанском языке в орфографии 1957 года: Cuŋƅgoƨ Yinƨminƨ Yinƨhaŋƨ soŋ gak

Буква ƅ обозначала шестой тон ([˧] в МФА). В 1986 году была заменена на H.

## Начертание
Начертание этой буквы похоже на цифру 6, от которой она и происходит.